# Josephine Nambooze
Josephine Namboze (parfois orthographié Josephine Nambooze), née en 1934, est la première femme médecin formée en Afrique de l'Est. Elle est également la première femme à avoir dirigé un institut de santé publique sur le continent africain.

## Vie personnelle
Josephine Namboze est née en 1934 à Nsambya, dans la banlieue de Kampala en Ouganda, à l'époque sous occupation coloniale britannique. Elle est l'aînée des 13 enfants de Joseph et Maria Magdalena Lule.
Josephine Namboze est allée à l'école primaire à Nsambya, puis a rejoint collège Namagunga grâce à une bourse d'études. Elle a ensuite changé d'établissement pour le collège Mamilyango afin de pouvoir étudier les matières scientifiques. Elle attribue son attrait de la médecine à un voisin médecin, dont les enfants jouaient avec ses frères, et aux femmes médecins expatriées travaillant à l'hôpital local. Le soutien de sa famille a été important dans sa persévérance dans une voie jusqu'alors fermée aux femmes.
Josephine Namboze a eu 4 enfants.

## Carrière médicale

### Études
Josephine Namboze a obtenu son diplôme en 1959 à l'Université Makerere, où elle avait été la première femme à effectuer un cursus médical. Elle fut ainsi la première femme médecin formée en Afrique de l'Est, la seconde étant Madeline Nyamwanza-Makonese. Elle a reçu sa licence de médecine et chirurgie des mains de la reine-mère Elizabeth à Londres. Le diplôme a été converti en Bachelor of Medicine and Surgery en 1963 à la création de l'Université d'Afrique orientale lors de l'indépendance. Cette université fut par la suite scindée en université Makerere, université de Nairobi, et université de Dar es Salaam.
En 1962, Josephine Namboze a commencé à travailler au centre de santé de Kasangati. Elle y a développé un réseau d'infirmières réalisant des visites à domicile et débuté avec succès une sensibilisation à la santé publique et à la prévention.
Au cours de ses études, Josephine Namboze s'est heurtée à de nombreux préjugés discriminatoires, bien que les attitudes aient ensuite changé lorsqu'elle fut diplômée.

### Recherche en santé publique
Sa carrière s'est constituée autour de la santé publique, en s'intéressant notamment aux causes économiques et à la prévention du kwashiorkor et de la poliomyélite, ainsi qu'à la mortalité maternelle et infantile.
Josephine Namboze a dirigé l'institut de santé publique de l'Université Makerere de 1978 à 1988. Elle a ensuite été nommée professeur dans cette même université.

### Carrière à l'OMS
Elle fut ensuite la première représentante de l'OMS au Botswana, puis la directrice régionale de la branche de Brazzaville, responsable de 46 pays.